# 2022年冬季残疾人奥林匹克运动会蒙古代表团
2022年冬季残疾人奥林匹克运动会蒙古代表团是蒙古派出的2022年冬季残疾人奥林匹克运动会代表团。未获得奖牌。